# Pokémon: The Johto Journeys
Pokémon: The Johto Journeys is het derde seizoen van de animatieserie Pokémon. Dit seizoen wordt opgevolgd door Pokémon: Johto League Champions, en voorafgegaan door Pokémon: Orange Islands. De Amerikaanse productie lag in handen van 4Kids Entertainment.

## Uitzending
Dit seizoen werd oorspronkelijk uitgezonden in dagelijkse uitzending (doordeweeks) tussen 1 april en 12 juni in het jaar 2001 op kinderzender Fox Kids, gevolgd door enkele herhalingen op dezelfde zender. Is in 2008 ook nog herhaald door Jetix en in 2011 door Disney XD, het 24/7 digitale kanaal.
Toen bleek dat Pokémon van de buis moest vanwege te veel geweld en grof taalgebruik, bedachten Fox Kids-presentatoren Tante Soesa en Anatevka zich geen moment: ze maakten een paar flinke borden en spandoeken en gingen in staking. Na een oproep op televisie stond er binnen no-time een hele menigte van Fox Kids-kijkers voor het Fox Kids-gebouw met maar één boodschap: laat Pokémon op televisie. Gevolg: aan het einde van het Pokémon-weekend op 31 maart en 1 april 2001 werden de eerste twee afleveringen van het inmiddels derde seizoen Pokémon uitgezonden op Fox Kids.

## Verhaallijn
Na het verslaan van de Orange Crew en het overwinnen van de Orange-league gaat Ash verder met zijn tocht en komt aan in de Johto-regio. Tracey achterlatend bij Samuel Oak, die de nieuwe assistent van deze professor wordt. Ook voegt Brock zich weer bij het reizende trio, en gaan ze de strijd aan met gymleiders uit Johto. Eenmaal bij Professor Elm geweest, de lokale Pokémonprofessor van Johto, begint het avontuur van onze protagonist in deze totaal nieuwe wereld met tevens een nieuwe generatie aan Pokémon pas echt.

## Rolverdeling
| Hoofdrollen      | Hoofdrollen        | Hoofdrollen        | Hoofdrollen        |
| Personage        | Nederlandse versie | Amerikaanse versie | Japanse versie     |
| ---------------- | ------------------ | ------------------ | ------------------ |
| Verteller        | Jeroen Keers       | Rodger Parsons     | Unshō Ishizuka     |
|                  |                    |                    |                    |
| Ash Ketchum      | Christa Lips       | Veronica Taylor    | Rica Matsumoto     |
| Misty            | Marlies Somers     | Rachael Lillis     | Mayumi Iizuka      |
| Brock            | Fred Meijer        | Eric Stuart        | Yuji Ueda          |
|                  |                    |                    |                    |
| Pikachu          | Ikue Ōtani         | Ikue Ōtani         | Ikue Ōtani         |
| Jessie           | Hilde de Mildt     | Rachael Lillis     | Megumi Hayashibara |
| James            | Bram Bart          | Eric Stuart        | Miki Shinichirou   |
| Meowth           | Jan Nonhof         | Maddie Blaustein   | Inuko Inuyama      |
|                  |                    |                    |                    |
| Zuster Joy       | Mandy Huydts       | Megan Hollingshead | Ayako Shiraishi    |
| Agent Jenny      | Edna Kalb          | Lee Quick          | Chinami Nishimura  |
| Gary Oak         | Bram Bart          | Jimmy Zoppi        | Yuko Kobayashi     |
| Delia Ketchum    | Beatrijs Sluijter  | Veronica Taylor    | Masami Toyoshima   |
| Professor Oak    | Jon van Eerd       | Stan Hart          | Unshô Ishizuka     |
| Jigglypuff       | Rachael Lillis     | Rachael Lillis     | Mika Kanai         |
| Stadionomroeper  | Olaf Wijnants      | ???                | ???                |
| Dexter (PokéDex) | Jon van Eerd       | Eric Stuart        | Shinichirō Miki    |
| Ritchie          | Niki Romijn        | Tara Jayne         | Minami Takayama    |
|                  |                    |                    |                    |
| Casey            | Niki Romijn        |                    |                    |
| Professor Elm    | Patrick Vinx       |                    |                    |

## Muziek

### Leader
De Nederlandstalige leader Pokémon Johto (Totaal Een Nieuwe Wereld), vertaald door Sjé Stevens, is ingezongen door Ferry van Leeuwen. Het liedje werd gecomponeerd door John Siegler en John Loeffler. Pokémon Johto is een bewerking van het gelijknamige Amerikaanse origineel.

### Pokémon Karaokémon
De eindmuziek bestaat uit vijf liedjes, verdeeld met één liedje over elke doordeweekse dag van de week. Te zien net voor de aftiteling, duurt elk popliedje één minuut. Alle intro- en eindliedjes zijn dit seizoen vertaald in de Nederlandstalige versie.
- Pokémon Karaokemon 1: Jij en Ik en Pokémon - Gezongen door Jody Pijper en Patrick Vinx
- Pokémon Karaokemon 2: Pikachu! - Gezongen door Ingrid Simons
- Pokémon Karaokemon 3: Lied van Jigglypuff - Gezongen door Ferry van Leeuwen, Jody Pijper (alleen verlengde cd-versie) en Rachael Lillis
- Pokémon Karaokemon 4: Het Liefste Wat We Doen - Gezongen door Jody Pijper en Patrick Vinx
- Pokémon Karaokemon 5: Twee Perfecte Meiden - Gezongen door Ferry van Leeuwen

### Cd
Alle liedjes uit de Nederlandstalige versie zijn uitgebracht op de cd Pokémon: De Reis van Johto. Enkele nummers zijn ook heruitgebracht op de cd Pokémon 3: The Ultimate Soundtrack - Nederlandse versie, de soundtrack-cd van de derde film Pokémon 3: In de greep van Unown. Alle nummers op beide cd's betreffen langere versies trouw aan het korte origineel. De nummers Pokémon Theme en Pokémon World zijn verkrijgbaar op de cd 2.B.A. Master en zijn tevens heruitgebracht op compilatie-cd Pokémon X - Ten Years of Pokémon.

## Dvd-uitgave
In Nederland is een variatie aan afleveringen verkrijgbaar op dvd, verdeelt op een opmerkelijke wijze:
| Titel                                                          | Afleveringen | Verschijningsdatum | Talen      | Distributeur    |
| -------------------------------------------------------------- | --- | ------------------ | ---------- | --------------- |
| Pokémon Silver Edition 1 Een nieuwe wereld (alleen VHS)        | S3AFL01 Kom niet aan die Totodile S3AFL02 Een lastige tweestrijd S3AFL03 Een sappig verhaal speelduur: ca. 65 minuten | april 2001         | Nederlands | Bridge Pictures |
| Pokémon Silver Edition 2 Flower power (alleen VHS)             | S3AFL04 Steengoeie Pokémon S3AFL05 Verwarrende waan S3AFL06 Flower-power speelduur: ca. 65 minuten | april 2001         | Nederlands | Bridge Pictures |
| Pokémon Silver Edition 3 De hoorn des overvloeds ((alleen VHS) | S3AFL07 Spinarak-aanval S3AFL08 Een zeurderige Snubbull S3AFL09 De hoorn des overvloeds speelduur: ca. 65 minuten | april 2001         | Nederlands | Bridge Pictures |
| Pokémon Silver Edition 4 Operatie Chikorita (alleen VHS)       | S3AFL10 Operatie Chikorita S3AFL11 Op een blauwe maandag S3AFL12 Uitgefloten speelduur: ca. 65 minuten | juli 2001          | Nederlands | Bridge Pictures |
| Pokémon Silver Edition 5 De Strijd van Bellsprout (alleen VHS) | S3AFL13 Blissey's onwetendheid S3AFL14 De strijd van Bellsprout S3AFL15 Bevecht een vlieger met vuur speelduur: ca. 65 minuten | juli 2001          | Nederlands | Bridge Pictures |
| Pokémon Silver Edition 6 Brandend Verlangen (alleen VHS)       | S3AFL16 Het is om te janken S3AFL17 Tank je wel S3AFL18 Charizard's brandende verlangen speelduur: ca. 65 minuten | juli 2001          | Nederlands | Bridge Pictures |
| Pokémon Silver Edition Marathon 1 (alleen VHS)                 | S3AFL19 Glimmen om te winnen S3AFL20 Chikorita's ontsteltenis S3AFL21 Vrienden bij slecht weer S3AFL22 Het geheim van de superheld S3AFL23 Zacht en wollig S3AFL24 Aangesloten voor een gevecht S3AFL25 Een goeie jacht S3AFL26 De droogte werpt een schaduw speelduur: ca. 170 minuten | augustus 2001      | Nederlands | Bridge Pictures |
| Pokémon Silver Edition Marathon 2 (alleen VHS)                 | S3AFL27 In de Apricorn gelogeerd S3AFL28 Daar heb je de beestjes S3AFL29 Een bevlogen verhaal S3AFL30 De kneepjes van het vak S3AFL31 Het brandbestrijdingsteam S3AFL32 Klein maar fijn S3AFL33 Licht in de tunnel S3AFL34 Het uur van de Houndour speelduur: ca. 170 minuten           | augustus 2001      | Nederlands | Bridge Pictures |
| Pokémon De Reis van Johto Deel 1 Ultimate Battles              | S2AFL35 Een gespannen situatie S2AFL36 De hernieuwde rivaliteit S3AFL35 Het Totodile-duel speelduur: ca. 65 minuten verpakking: standaard-dvd-doos | januari 2002       | Nederlands | Bridge Pictures |
| Pokémon De Reis van Johto Deel 2 Ultimate Evolutions           | S2AFL29 De ongewone observator S3AFL38 Een (v)uil spelletje S3AFL39 Gegrom in het bos speelduur: ca. 65 minuten verpakking: standaard-dvd-doos | januari 2002       | Nederlands | Bridge Pictures |
| Pokémon De Reis van Johto Deel 4 Ultimate Trainers             | S2AFL26 Het Pokémon-watergevecht S3AFL36 Een vurige strijd S3AFL40 De Psycho-partner speelduur: ca. 65 minuten verpakking: standaard-dvd-doos | maart 2002         | Nederlands | Bridge Pictures |

## Afleveringen
| Seizoen 3 Pokémon: The Johto Journeys | Seizoen 3 Pokémon: The Johto Journeys |
| Nr.                                   | Afleveringtitel                       |
| ------------------------------------- | ------------------------------------- |
| 01                                    | Kom niet aan die Totodile!            |
| 02                                    | Een lastige tweestrijd                |
| 03                                    | Een sappig verhaal                    |
| 04                                    | Steengoeie Pokémon!                   |
| 05                                    | Verwarrende waan                      |
| 06                                    | Flowerpower!                          |
| 07                                    | Spinarak-aanval                       |
| 08                                    | Een zeurderige Snubbull               |
| 09                                    | De hoorn des overvloeds               |
| 10                                    | Operatie Chikorita                    |
| 11                                    | Op een blauwe maandag                 |
| 12                                    | Uitgefloten                           |
| 13                                    | Blissey's onwetenheid                 |
| 14                                    | De strijd van Bellsprout              |
| 15                                    | Bevecht een vlieger met vuur          |
| 16                                    | Het is om te janken!                  |
| 17                                    | Tank je wel!                          |
| 18                                    | Charizard's brandende verlangen       |
| 19                                    | Glimmen om te winnen                  |
| 20                                    | Chikorita's ontsteltenis              |
| 21                                    | Vrienden bij slecht weer              |
| 22                                    | Het geheim van de superheld           |
| 23                                    | Zacht en wollig                       |
| 24                                    | Aangesloten voor een gevecht          |
| 25                                    | Een goede jacht                       |
| 26                                    | De droogte werpt een schaduw          |
| 27                                    | In de Apricorn gelogeerd              |
| 28                                    | Daar heb je de beestjes               |
| 29                                    | Een bevlogen verhaal                  |
| 30                                    | De kneepjes van het vak               |
| 31                                    | Het brandbestrijdingsteam             |
| 32                                    | Klein maar fijn                       |
| 33                                    | Licht in de tunnel                    |
| 34                                    | Het uur van de Houndour               |
| 35                                    | Het Totodile-duel                     |
| 36                                    | Een vurige strijd                     |
| 37                                    | Liefde op z'n Totodile's              |
| 38                                    | Een (v)uil spelletje                  |
| 39                                    | Gegrom in het bos                     |
| 40                                    | De Psycho-partner                     |
| 41                                    | De gelukzoekers                       |
| F3                                    | In de greep van Unown                 |
| P3                                    | Pikachu en Pichu                      |

- p = pikachushort, f = film